# Dachstraße 35/37 (München)

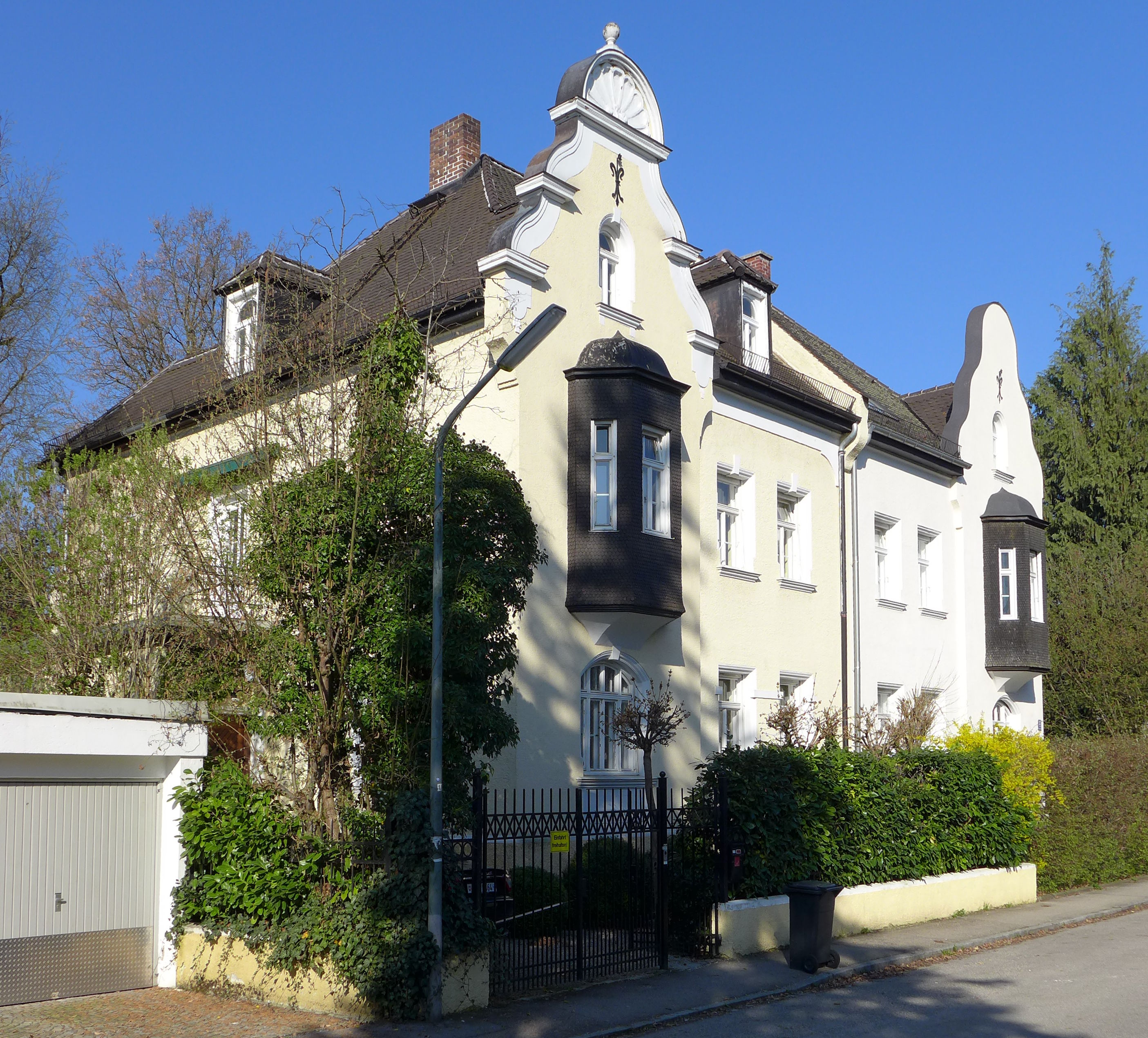
Haus Dachstraße 35/37 im Stadtteil Pasing von München

Das Gebäude Dachstraße 35/37 im Stadtteil Pasing der bayerischen Landeshauptstadt München wurde 1901 errichtet. Das Doppelhaus in der Dachstraße, das nach Plänen des Architekten Johann Schalk erbaut wurde, ist ein geschütztes Baudenkmal.
Das Wohnhaus, das zur Frühbebauung der Waldkolonie Pasing gehört, ist durch spiegelbildliche Seitenrisalite gegliedert, die jeweils Schwalbennestererker tragen. Beide Häuser besitzen je Stockwerk eine Wohnung mit Mittelflur. Das Gebäude wurde wie das Doppelhaus Dachstraße 43/45 für Gottfried Schweisgut errichtet.
Im Haus Nr. 37 wohnte der Maler Julius Victor Carstens (1849–1908), der sich 1902 den 1961 veränderten Atelieranbau errichten ließ.